# Punier

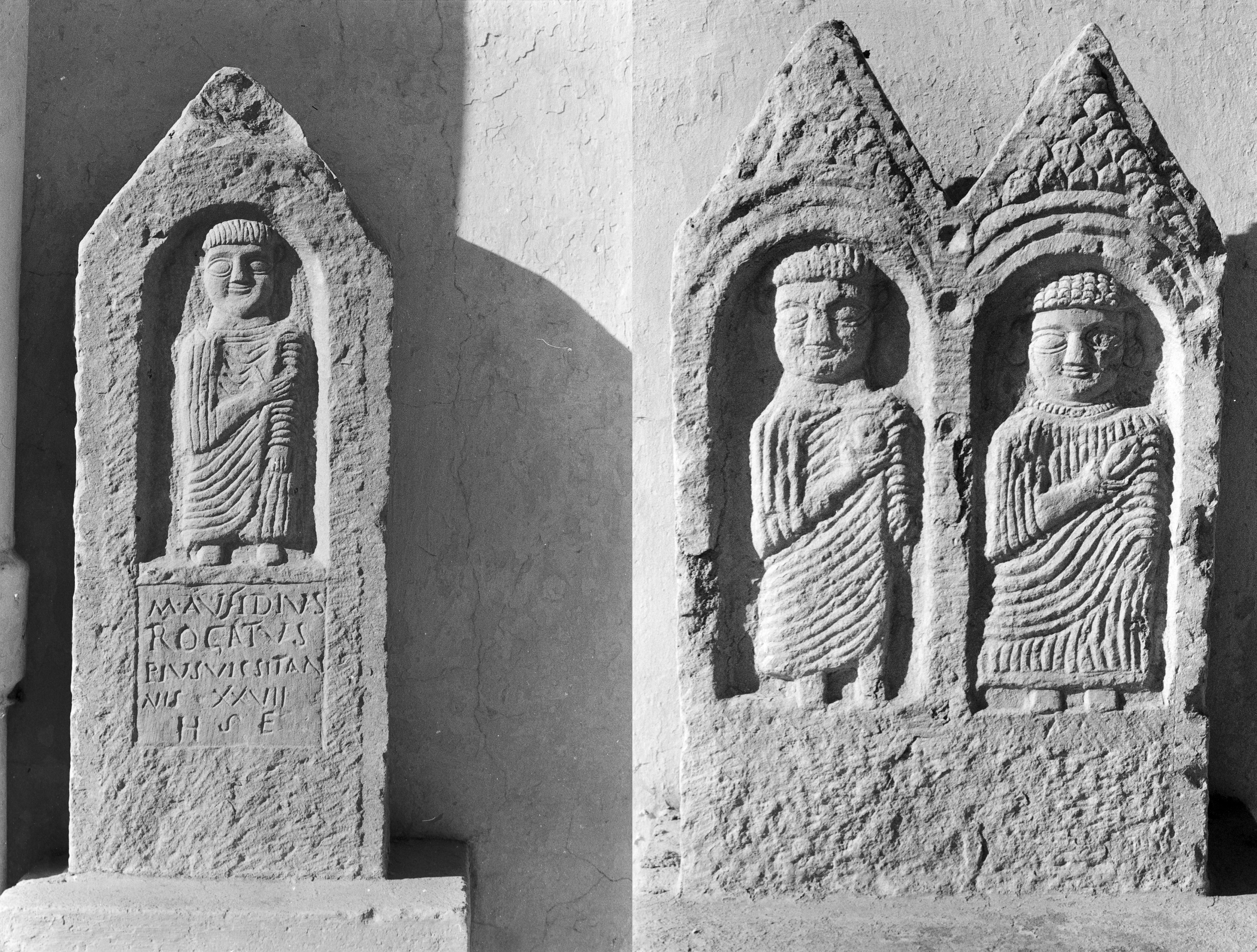
Darstellung von Puniern auf Stelen in Tunesien

Als Punier (lateinisch Poeni) wurden von den Römern die semitischen Phönizier Nordafrikas bezeichnet. Die Bezeichnungen „Punier“, „Phönizier“ und „Karthager“ finden weitgehend synonym Verwendung. Synonym gebräuchlich ist der Begriff besonders für die Karthager, d. h. die Einwohner der Hauptstadt Karthago und des weitere Städte umfassenden Karthagerreiches, doch mitunter auch für die Bewohner der phönizischen Mutterstädte am Libanon (insbesondere Tyros und Sidon) sowie andere phönizische Gründungen im gesamten Mittelmeerraum. Als punische Stadtgründungen gelten zum Beispiel Cádiz (ursprünglich Gadir) und Ajdir, wobei agdīr (vom semitischen Wortstamm g-d-r) „Umfriedung“, „Mauer“, „Befestigung“ bedeutet, sowie die Stadt Karthago und ihre Kolonien (etwa Carthago Nova) und zahlreiche weitere Städte in Spanien, Afrika (Utica) und auf Zypern.

## Geschichte
In der römischen Geschichtsschreibung tauchen die Punier vor allem im Zusammenhang der drei Punischen Kriegen auf. Dies waren kriegerische Auseinandersetzungen um die Vorherrschaft im westlichen Mittelmeerraum zwischen Rom und Karthago in den Jahren 264 bis 146 v. Chr., die mit der Zerstörung des karthagischen Seereiches endeten.
Nach der Zerstörung Karthagos lebten in Nordafrika noch immer viele tausend Menschen phönikischer Herkunft. Besonders auf numidischem Gebiet nahmen sie eine bevorzugte Stellung ein. Ihre Sprache wurde zur Amtssprache in Nordafrika. Erst nach der Neugründung Karthagos als römische Stadt ab 46 v. Chr. begann eine Romanisierung. Es bildete sich eine stark veränderte neo-punische Sprache, während in der Kultur und Religion noch immer an den alten Formen festgehalten wurde. Allmählich setzte sich jedoch die lateinische Sprache durch, obwohl noch zu Beginn des fünften Jahrhunderts Augustinus von Hippo den Gebrauch der punischen Sprache registrierte und ihre Verwandtschaft mit dem Hebräischen erkannte.

## Sprache
Die Punier sprachen Punisch, die späte Form des Phönizischen, einer nordwestsemitischen Sprache. Nach Augustinus wurde die Sprache der Punier im nördlichen Afrika noch in der Spätantike unter der Landbevölkerung gesprochen. Es wird angenommen, dass erst das Arabische das Punische vollständig verdrängte. Elemente des Punischen finden sich als Substrat im Berberischen.